# Melissa Rippon
Pour les articles homonymes, voir Rippon.
Melissa Rippon, née le 20 janvier 1981 à Sydney, est une joueuse australienne de water-polo. 
Elle est la sœur de Rebecca Rippon et la demi-sœur de Kate Gynther, elles aussi joueuses de water-polo. 

## Palmarès
- Jeux olympiques d'été de 2012 à Londres
  -  médaille de bronze au tournoi olympique
- Jeux olympiques d'été de 2008 à Pékin
  -  médaille de bronze au tournoi olympique

- Coupe du monde 2010 à Christchurch
  -  médaille de bronze à la coupe du monde

- Jeux du Commonwealth de 2006 à Melbourne
  -  médaille d'or